# Група Галуа
Група Галуа — група автоморфізмів розширення Галуа L/K, тобто група, що складається з усіх автоморфізмів поля L, що залишають всі елементи підполя K нерухомими.
Група Галуа позначається G(L/K) або Gal(L/K).

## Властивості
Поле інваріантів LGal(L/K) збігається з полем K. Якщо L — поле розкладу многочлена f(x) над полем K, то група Галуа G(L/K) називається також групою Галуа многочлена f(x). Ці групи відіграють важливу роль у теорії Галуа алгебраїчних рівнянь. Обчислення групи Галуа для розширень полів алгебраїчних чисел є одним з основних завдань алгебраїчної теорії чисел. Групи Галуа полів алгебраїчних функцій вивчаються в алгебраїчній геометрії.
Якщо L — поле і G — скінченна підгрупа групи автоморфізмів поля L, то L є розширенням Галуа поля інваріантів K=LG, Група Галуа цього розширення ізоморфна G; при цьому степінь розширення [L: k] дорівнює порядку групи G. Фундаментальним результатом про групи Галуа є наступна теорема, що іноді називається основною теоремою теорії Галуа:
Якщо L — скінченне розширення Галуа, то існує взаємно однозначна відповідність між всіма підгрупами групи Галуа Gal(L/K) і всіма підполями F поля L, що містять K, причому відповідні один одному Н і F такі, що F — поле інваріантів Н, а Н — група Галуа L/F .
Ця теорема має численні аналоги в багатьох математичних теоріях, так існує її узагальнення на випадок розширень нескінченного ступеня. Є узагальнення поняття Група Галуа на випадок розширень довільних комутативних кілець і навіть схем, а також на випадок розширень тіл.

## Приклади
- {\displaystyle \operatorname {Gal} (F/F)\,} є тривіальною групою (єдиним елементом є одиничний автоморфізм).
- {\displaystyle \operatorname {Gal} (\mathbb {C} /\mathbb {R} )} має два елементи, одиничний автоморфізм і комплексне спряження.
- {\displaystyle \operatorname {Gal} (\mathbb {Q} ({\sqrt {2}})/\mathbb {Q} )} має два елементи, одиничний автоморфізм і автоморфізм, що одержується перестановкою √2 і −√2.
- Нехай {\displaystyle L=\mathbb {Q} ({\sqrt[{3}]{2}},\omega )}, де ω — первісний корінь з одиниці. Група Gal(L/Q) ізоморфна S3 — дігедральній групі порядку 6. L є полем розкладу многочлена x3 − 2 над {\displaystyle \mathbb {Q} }.

В даних прикладах {\displaystyle \mathbb {Q} ,\mathbb {R} ,\mathbb {C} } позначають поля раціональних, дійсних і комплексних чисел.